# Drosera admirabilis
Drosera admirabilis es una especie de planta carnívora del género Drosera. Es originaria de la Provincia del Cabo en Sudáfrica.

## Descripción
Es una planta carnívora perennifolia y herbácea que se encuentra en Sudáfrica.

## Taxonomía
Drosera admirabilis fue descrita por Paul Debbert y publicado en Mitteilungen der Botanischen Staatssammlung München 23: 431. 1987.
Etimología
Drosera: tanto su nombre científico –derivado del griego δρόσος (drosos): "rocío, gotas de rocío"– como el nombre vulgar –rocío del sol, que deriva del latín ros solis: "rocío del sol"– hacen referencia a las brillantes gotas de mucílago que aparecen en el extremo de cada hoja, y que recuerdan al rocío de la mañana.
admirabilis: epíteto latino que significa "admirable, maravillosa".